# Edinson Cavani
Edinson Roberto Cavani Gómez vagy egyszerűen Edinson Cavani (Salto, 1987. február 14. –) uruguayi válogatott labdarúgó, csatár, a Boca Juniors játékosa.
2013. július 16-án 63 millió euró fejében aláírt a francia Paris Saint-Germain csapatához, ahol 2020-ig játszott. 2018. január 27-én ő lett klub történetének legeredményesebb labdarúgója.

## Magánélete
Bátyja és öccse szintén futballozik, csatárok mindketten.

## Pályafutása

### Danubilo
Cavani 12 évesen átköltözött Montevideóba, ahol 2006-ban a Danubio FC-ben debütált. Tagja volt a 2006-os Apertura bajnokságot nyerő csapatnak, melynek színeiben kilenc gólt szerzett.
A bemutatkozás után, 2007-ben a dél-amerikai ifjúsági bajnokságon több csapat is le akarta igazolni, köztük volt a Juventus és az AC Milan is.

### Palermo
2007. január 29-én a Palermo FC elnöke, Maurizio Zamparini bejelentette, hogy az uruguayi labdarúgó hozzájuk írt alá szerződést, amely január 31-én történt meg.
Összesen 117 összecsapáson viselhette az egyesület mezét.

### Napoli
2010 áprilisában újabb szerződést írt alá a Palermóval, amely 2014 júniusáig lett volna érvényes, azonban júliusban 5 millió euró ellenében kölcsönvette az SSC Napoli.
2011. május 19-én kontraktusát 2016-ig, 5 évvel meghosszabbították.
2012. május 20-án játszották az olasz kupa döntőjét a Juventus ellen, amelyben a 63. percben büntetőből gól szerzett és 93 percet játszott kezdőként. Végül 2–0-ra megnyerték a találkozót.
Minden kiírást figyelembe véve 138 mérkőzésen 104 gólt szerzett a nápolyi alakulatban.

### Paris-Saint Germain
2013. július 16-án ötéves szerződést írt alá a francia Paris Saint-Germain-hez, amely klub a hírek szerint 64 millió eurót fizetett érte, amellyel akkor a futballtörténelem hatodik legdrágább és a francia bajnokság második legdrágább igazolásának számított, megdöntve Radamel Falcao 60 milliós Monacoba igazolási rekordját.

#### 2013–14-es szezon
2013. augusztus 9-én mutatkozott be egy Montpellier elleni találkozón, amikor a 72. percben Ezequiel Lavezzi helyére állt be. Augusztus 18-án kezdőként volt ott az Ajaccio elleni bajnokin és meg is szerezte az első gólját a párizsiak mezében.
Szeptember 17-én gólt lőtt a Bajnokok Ligájában a görög Olimbiakósz ellen. A csoportkört végül öt mérkőzésből négy góllal zárta.
2014. január 22-én megszerezte a 20. gólját a PSG színeiben a Montpellier ellen 2–1-re elveszített francia kupa meccsen. Március 2-án comb sérüléséből felépülve, egy hónapos kihagyás után tért vissza egy Marseille elleni bajnokin, melyen 2–0-s győzelmet arattak.
Április 19-én csak ő két gólt lőtt és ezzel eldöntötte a Lyon ellen 2–1-re megnyert francia ligakupa döntőt. Első idényét a bajnokságban 30 mérkőzésen 16 góllal zárta, minden sorozatot figyelembe véve pedig 43 találkozón 25-öt szerzett.

#### 2014–15-ös szezon
2014. október 17-én büntetőt lőtt a Lens elleni 3–1-re megnyert találkozón.
2014. november 5-én ő lőtte az egyetlen gólt a 87. percben a ciprusi APÓEL ellen 1–0-ra megnyert Bajnokok Ligája csoportkörében, ezzel a PSG bejutott csoport másodikként az egyenes kieséses szakaszba.
Április 11-én két gólt szerzett a Bastia ellen 4–0-ra megnyert ligakupa döntőn. Május 8-án mesterhármast szerzett a Guingamp elleni 6–0-ra mérkőzésen. Május 30-án egyedül ő talált be az Auxerre elleni 1–0-s győzelem során, mely a francia kupa döntőjében volt.

#### 2015–16-os szezon
2015. augusztus 1-jén ő szerezte a második gólt a 2–0-ra megnyert francia szuperkupa döntőjében a Lyon ellen. 2016. május 21-én ő szerezte a harmadik gólt a 4–2-re megnyert, Marseille elleni francia kupa döntőn.

#### 2016–17-es szezon
2016. szeptember 13-án a Bajnokok Ligája "A" csoportjában, hazai pályán mindössze 44 másodperc elteltével Serge Aurier beadását követően fejjel talált be az Arsenal elleni 1–1-es mérkőzésen és ezzel ő lett a PSG történetének leggyorsabb gólszerzője a legrangosabb európai kupában. Szeptember 16-án négy gólt szerzett az első félidőben a Caen elleni 6–0-ra megnyert Ligue 1 mérkőzésen. November 30-án büntetőt lőtt az Angers elleni 2–0-ás mérkőzésen és ezzel 14 mérkőzésen 14 gól volt a mérlege, továbbá ő lett a Paris Saint-Germain történetének negyedik játékosa, aki 100 gólt ért el a klub mezében.
Cavani gólt szerzett az FC Barcelona elleni  6–5-ös vereségben a Bajnokok Ligája nyolcaddöntőjének második mérkőzésén és ezzel elérte a 8 mérkőzésen a 8 gólt. 2017. április 1-jén ismét betalált, ráadásul kétszer is az AS Monaco elleni, 4–1-re győztesen megvívott ligakupa döntőn. 2017. május 15-én megválasztották a "Ligue 1 év játékosának".

#### 2017–18-as szezon
A 2017–18-as idény előtt a PSG leigazolta az FC Barcelona csapatától a brazil Neymart, aki a 222 milliós vételárával minden idők legdrágább játékosa lett, valamint megszerezték kölcsönbe a 18 éves francia tehetséget, Kylian Mbappé-t az AS Monaco-tól. Ők hárman hamar az egyik legerősebb támadótrióvá váltak. Mindhárman eredményesek voltak a Bajnok Ligája csoportkörében a skót Celtic elleni oda-vissza vágón és a belga Anderlect ellen is. Cavani ezeken kívül, Neymarral együtt betalált a Bayern Müncen csapatának is. Október 22-én egy egészen káprázatos gólt szerzett, amikor pontosan a felsőléc alá belőtte a labdát, ezzel kiegyenlített a Marseille ellen. A meccs végeredménye 2–2 lett. November 4-én ő lett a harmadik játékos Zlatan Ibrahimović és Gonzalo Higuaín után, aki 100-szor betalált az öt európai topliga közül kettőben.
2018. január 27-én ő lett a PSG történetének legeredményesebb játékosa, amikor gólt szerzett a Montpellier elleni 4–0-s győzelemmel záródó találkozón. A 229. mérkőzésén ez volt a 157. találata, amivel Zlatan Ibrahimović-ot előzte meg az örökranglistán. 2018. május 8-án is gólt szerzett a harmadosztályú Les Herbiers elleni 2–0-s francia kupa diadalban.

#### 2018–19-es szezon
Cavani az első három mérkőzésről hiányzott, miután megsérült a 2018-as világbajnokságon és első mérkőzését 2018. augusztus 25-én játszotta az évadban. Az Angers ellen egyből be is talált, segítve csapatát a 3–1-es győzelemhez. 2018. november 11-én mesterhármast vágott az AS Monaco gárdájának, amelyen szintén győzelmet arattak, ezúttal 4–0-ra.
December 18-án 2–1-re legyőzték az US Orléans együttesét az egyik ligakupa meccsen, Cavani pedig ismét betalált, ezzel pedig a 15. gólját jegyezte a ligakupában, amivel Pauleta mellett ő szerezte a legtöbb gólt a sorozatban.

#### 2019–20-as szezon
A nyári átigazolási időszakban a franciák kölcsönvették Mauro Icardi-t az Internazionaletól, aminek következtében Cavani sokszor csak a kispadon kapott lehetőséget. 2020 januárjában átigazolási kérelmet nyújtott be a klub vezetőségének és nagyon közel került ahhoz, hogy a spanyol Atlético Madridhoz szerződjön, de a megállapodás végül nem született meg.
2020 márciusában a világméretű koronavírus-járvány miatt felfüggesztették a bajnoki mérkőzéseket, majd 2020. április 30-án hivatalosan is bejelentették, hogy nem folytatják az idényt és a PSG-t hirdették ki győztesnek. Cavani mindent figyelembe véve 22 mérkőzésen 7 gólt szerzett.
2020. június 13-án a párizsi klub sportigazgatója, Leonardo megerősítette, hogy az uruguayi csatár távozik a klubtól, ahol 7 év alatt 301 mérkőzésen szerepelt és 200 gólig jutott.
A 2020–21-es idény nyári átigazolási időszakában több klubbal is kapcsolatba hozták. A hírek szerint érdeklődött iránta az FC Barcelona, az Atlético Mardrid, az Internazionale, a Benfica, a Leeds United és az Inter Miami is.

### Manchester United
2020. október 5-én hivatalosan is bejelentették, hogy az angol Premier League-ben szereplő Manchester United csapatához írt alá 1 éves megállapodást, opcióval további hosszabbításra. 2020. október 24-én debütált a Chelsea elleni 0–0-s bajnoki rangadó alkalmával. November 7-én a hosszabbításban meglőtte első gólját az Everton ellen 1–3-ra megnyert idegenbeli találkozón. November 29-én a Southampton ellen előbb egy gólpasszt adott Bruno Fernandesnek, majd később ő maga is kétszer eredményes tudott lenni a 3–2-es United-győzelemmel véget érő meccsen.

### Valencia
2022. augusztus 29-én két évre szóló szerződést írt alá a spanyol élvonalbeli Valenciával.

### Boca Juniors
2023. július 29-én jelentette be szerződtetését a Boca Juniors, amely két nappal később ünnepi keretek közt mutatta be szurkolóinak új igazolását.

### A válogatottban
Többszörös uruguayi utánpótlás válogatott.
2007 januárjában először kapott meghívót az uruguayi felnőtt labdarúgó-válogatottba. 2008. február 6-án szerepelt első alkalommal a nemzeti gárdában, és rögtön gólt szerzett.
2010. július 10-én gólt szerzett Németország ellen a 2010-es világbajnokságon.
A 2018-as világbajnokságon csapata legjobbja volt, három gólt szerzett a tornán.
2019 novemberében egy Magyarország elleni barátságos mérkőzésen a Puskás Aréna nyitómérkőzésén, az első hivatalos gólt ő szerezte meg.

## Statisztika

### Klubcsapatokban
2022. május 22-én frissítve.
| Klub                | Szezon           | Liga             | Liga  | Liga | Kupa  | Kupa | Ligakupa | Ligakupa | Nemzetközi | Nemzetközi | Egyéb | Egyéb | Összesen | Összesen |
| Klub                | Szezon           | Bajnokság        | Mérk. | Gól  | Mérk. | Gól  | Mérk.    | Gól      | Mérk.      | Gól        | Mérk. | Gól   | Mérk.    | Gól      |
| ------------------- | ---------------- | ---------------- | ----- | ---- | ----- | ---- | -------- | -------- | ---------- | ---------- | ----- | ----- | -------- | -------- |
| Danubio             | 2005–06          | Primera División | 10    | 4    | 5     | 3    | —        | —        | —          | —          | —     | —     | 15       | 7        |
| Danubio             | 2006–07          | Primera División | 15    | 5    | —     | —    | —        | —        | —          | —          | —     | —     | 15       | 5        |
| Danubio             | Összesen         | Összesen         | 25    | 9    | 5     | 3    | —        | —        | —          | —          | —     | —     | 30       | 12       |
| Palermo             | 2006–07          | Serie A          | 7     | 2    | —     | —    | —        | —        | —          | —          | —     | —     | 7        | 2        |
| Palermo             | 2007–08          | Serie A          | 33    | 5    | 2     | 0    | —        | —        | 2          | 0          | —     | —     | 37       | 5        |
| Palermo             | 2008–09          | Serie A          | 35    | 14   | 1     | 1    | —        | —        | —          | —          | —     | —     | 36       | 15       |
| Palermo             | 2009–10          | Serie A          | 34    | 13   | 3     | 2    | —        | —        | —          | —          | —     | —     | 37       | 15       |
| Palermo             | Összesen         | Összesen         | 109   | 34   | 6     | 3    | —        | —        | 2          | 0          | —     | —     | 117      | 37       |
| Napoli              | 2010–11          | Serie A          | 35    | 26   | 2     | 0    | —        | —        | 10         | 7          | —     | —     | 47       | 33       |
| Napoli              | 2011–12          | Serie A          | 35    | 23   | 5     | 5    | —        | —        | 8          | 5          | —     | —     | 48       | 33       |
| Napoli              | 2012–13          | Serie A          | 34    | 29   | 1     | 1    | —        | —        | 7          | 7          | 1     | 1     | 43       | 38       |
| Napoli              | Összesen         | Összesen         | 104   | 78   | 8     | 6    | —        | —        | 25         | 19         | 1     | 1     | 138      | 104      |
| Paris Saint-Germain | 2013–14          | Ligue 1          | 30    | 16   | 2     | 1    | 3        | 4        | 8          | 4          | 0     | 0     | 43       | 25       |
| Paris Saint-Germain | 2014–15          | Ligue 1          | 35    | 18   | 4     | 4    | 3        | 3        | 10         | 6          | 1     | 0     | 53       | 31       |
| Paris Saint-Germain | 2015–16          | Ligue 1          | 32    | 19   | 5     | 2    | 4        | 1        | 10         | 2          | 1     | 1     | 52       | 25       |
| Paris Saint-Germain | 2016–17          | Ligue 1          | 36    | 35   | 3     | 2    | 3        | 4        | 8          | 8          | 0     | 0     | 50       | 49       |
| Paris Saint-Germain | 2017–18          | Ligue 1          | 32    | 28   | 4     | 3    | 2        | 2        | 8          | 7          | 1     | 0     | 47       | 40       |
| Paris Saint-Germain | 2018–19          | Ligue 1          | 21    | 18   | 3     | 2    | 2        | 1        | 7          | 2          | 0     | 0     | 33       | 23       |
| Paris Saint-Germain | 2019–20          | Ligue 1          | 14    | 4    | 2     | 2    | 2        | 0        | 3          | 1          | 1     | 0     | 22       | 7        |
| Paris Saint-Germain | Összesen         | Összesen         | 200   | 138  | 24    | 16   | 19       | 15       | 54         | 30         | 4     | 1     | 301      | 200      |
| Manchester United   | 2020–21          | Premier League   | 26    | 10   | 3     | 0    | 1        | 1        | 9          | 6          | —     | —     | 39       | 17       |
| Manchester United   | 2021–22          | Premier League   | 15    | 2    | 1     | 0    | 0        | 0        | 4          | 0          | —     | —     | 20       | 2        |
| Manchester United   | Összesen         | Összesen         | 41    | 12   | 4     | 0    | 1        | 1        | 13         | 6          | —     | —     | 59       | 19       |
| Karrier összesen    | Karrier összesen | Karrier összesen | 479   | 271  | 47    | 28   | 20       | 16       | 94         | 55         | 5     | 2     | 645      | 372      |

1. ↑  Magában foglalja az Olasz szuperkupa a Francia szuperkupa és az Angol szuperkupa mérkőzéseket

### A válogatottban
2022. március 30-án frissítve
| Uruguay  | Uruguay  | Uruguay |
| Év       | Mérkőzés | Gól     |
| -------- | -------- | ------- |
| 2008     | 4        | 1       |
| 2009     | 8        | 0       |
| 2010     | 12       | 7       |
| 2011     | 12       | 2       |
| 2012     | 9        | 3       |
| 2013     | 15       | 7       |
| 2014     | 10       | 4       |
| 2015     | 8        | 4       |
| 2016     | 11       | 9       |
| 2017     | 9        | 3       |
| 2018     | 11       | 6       |
| 2019     | 7        | 4       |
| 2020     | 2        | 1       |
| 2021     | 8        | 2       |
| 2022     | 4        | 1       |
| Összesen | 130      | 54      |

## Sikerei, díjai

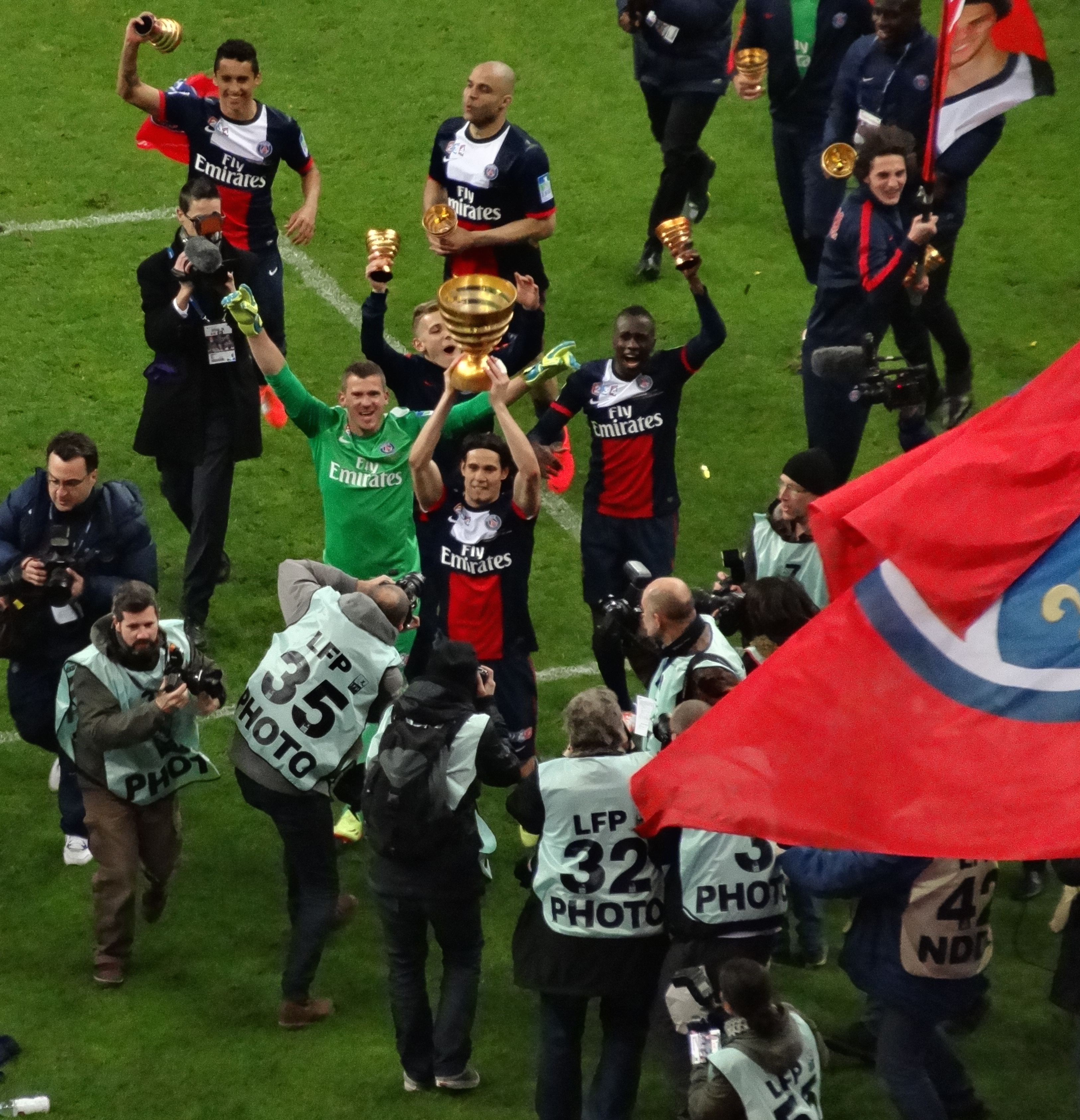
Cavani emeli magasba a 2014-es francia ligakupa trófeáját.

### Klubcsapatokban
Danubio
- Uruguayi bajnok: 2006–07

Napoli
- Olasz kupa: 2011–12

Paris Saint-Germain
- Francia bajnok (6): 2013–14, 2014–15, 2015–16, 2017–18, 2018–19, 2019–20[14]
- Francia kupa (4): 2014–15, 2015–16, 2016–17, 2017–18
- Francia ligakupa (5): 2013–14, 2014–15, 2015–16, 2016–17, 2017–18
- Francia szuperkupa (4): 2014, 2015, 2017, 2019

### A válogatottban
Uruguay
- Copa América: 2011

### Egyéni
- Dél-amerikai U20-as bajnokság-gólkirálya: 2007
- Serie A Fan Award: 2010
- Serie A az év csapata: 2010–11, 2011–12, 2012–13
- Olasz kupa gólkirálya: 2011–12 (5 gól)
- A Serie A gólkirálya: 2012–2013 (29 gól)
- Guerin d'Oro: 2012–2013
- Ligue 1 az év csapata: 2013–14, 2016–17, 2017–18
- Ligue 1 az év játékosa: 2016–17
- Aranyláb díj: 2018[32]